# Казали Лаурини (Удине)
Казали Лаурини је насеље у Италији у округу Удине, региону Фурланија-Јулијска крајина.
Према процени из 2011. у насељу је живело 55 становника. Насеље се налази на надморској висини од 218 м.